# IXL Learning
 'IXL Learning'  este o companie americană pentru tehnologie educațională care ofera pe o platformă web conținut didactic pentru elevi.
De asemenea, compania oferă instrumente analitice pentru a ajuta urmările elevului și clasa de performanță și de a identifica domeniile de îmbunătățire academică. 
IXL Learning oferă conținut pentru matematică, arte, limba engleză, știință și studii sociale. Conform statisticilor, IXL este utilizat de 1 din 10 studenți din Statele Unite si de peste 200.000 de profesori din întreaga lume. Aceasta costă aproximativ 99 $ pe an. 
IXL este un serviciu educațional online furnizat de IXL Learning, care poate fi accesibil prin Android, iOS și prin interfața sa web.
1. ↑  „New Review: IXL Learning”. Learning List. Arhivat din original la 3 octombrie 2016. Accesat în 18 noiembrie 2016.